# Pháp sư bất đắc dĩ
《Pháp sư bất đắc dĩ》(tên tiếng Hoa: 降魔的; tiếng Anh: The Exorcist's Meter; tên khác: Hàng ma đích), là phim truyền hình hài kịch và giả tưởng hiện đại được sản xuất bởi Đài truyền hình TVB Hong Kong. Do Mã Quốc Minh và Huỳnh Trí Văn đảm nhiệm vai chính, Hồ Hồng Quân, Lưu Bội Nguyệt, Huỳnh Tử Hằng, Tưởng Chí Quang và Tạ Tuyết Tâm vai thứ chính. Biên thẩm La Bội Thanh, giám chế Phương Tuấn Chiêu.
"Hàng ma đích" ý chỉ là đích sĩ (taxi) hàng ma, bộ phim này nói về một người tài xế (do Mã Quốc Minh đóng) có thiên phú dị bẩm và năng lực hàng ma đi vào con đường hàng ma, sẽ có những cảnh kinh dị, còn có những câu chuyện cảm động khác nhau. 

## Diễn viên

### Nhà họ Lương
| Diễn viên                | Nhân vật        | Biệt danh/ Mối quan hệ/ Kinh nghiệm |
| Lại Úy Linh (Thanh niên) | Lương Tinh Tinh | A Tỷ (Mạc Hữu Vi hay gọi), Tinh Tinh (Thạch Cảm Đang hay gọi) Sinh năm 1962 Mẹ đẻ của Mạc Vĩ Hào Mẹ nuôi của Mã Quế Đồng hương kiêm chị em không cùng huyết thống của Mạc Hữu Vi Vô cùng mê tín, đổ lỗi cho bản thân về cái chết của Mạc Vĩ Hào và những tai nạn Mã Quế gặp phải Xem thêm phần 2 《Hàng ma đích 2.0》 |
| Tạ Tuyết Tâm             | Lương Tinh Tinh | A Tỷ (Mạc Hữu Vi hay gọi), Tinh Tinh (Thạch Cảm Đang hay gọi) Sinh năm 1962 Mẹ đẻ của Mạc Vĩ Hào Mẹ nuôi của Mã Quế Đồng hương kiêm chị em không cùng huyết thống của Mạc Hữu Vi Vô cùng mê tín, đổ lỗi cho bản thân về cái chết của Mạc Vĩ Hào và những tai nạn Mã Quế gặp phải Xem thêm phần 2 《Hàng ma đích 2.0》 |
| Dương Khải Bác (thơ ấu)  | Mã Quế          | Tiểu Mã, Cao Cao (Lê Lê hay gọi), anh Tiểu Mã (Long Tử Hiên hay gọi) Sinh năm 1981 Tài xế Taxi/ Người có mắt âm dương/ Người hàng ma Máu có thể tổn thương quái vật siêu nhiên Con trai của Mã Gia Liệt, Quế Lê Phù Con trai nuôi của Lương Tinh Tinh Anh trai không cùng huyết thống kiêm bạn tốt của Mạc Vĩ Hào, sau cùng vừa là địch vừa là bạn Đồng nghiệp kiêm bạn tốt của Mạc Hữu Vi, Lục Gia Nhất, Long Miêu Yêu thầm Trang Chỉ Nhược Đối tượng yêu thầm của Bối Bối Na Bạn tốt của Lê Lê, Trần Vĩnh Liêm, Thạch Cảm Đang Tình địch của Quách Triển Minh Kẻ thù của Quách Triển Minh, Trương Bội Linh Tử địch của Salvia, bị Salvia nguyền rủa Xem ở phần 2 《Hàng ma đích 2.0》 |
| Mã Quốc Minh             | Mã Quế          | Tiểu Mã, Cao Cao (Lê Lê hay gọi), anh Tiểu Mã (Long Tử Hiên hay gọi) Sinh năm 1981 Tài xế Taxi/ Người có mắt âm dương/ Người hàng ma Máu có thể tổn thương quái vật siêu nhiên Con trai của Mã Gia Liệt, Quế Lê Phù Con trai nuôi của Lương Tinh Tinh Anh trai không cùng huyết thống kiêm bạn tốt của Mạc Vĩ Hào, sau cùng vừa là địch vừa là bạn Đồng nghiệp kiêm bạn tốt của Mạc Hữu Vi, Lục Gia Nhất, Long Miêu Yêu thầm Trang Chỉ Nhược Đối tượng yêu thầm của Bối Bối Na Bạn tốt của Lê Lê, Trần Vĩnh Liêm, Thạch Cảm Đang Tình địch của Quách Triển Minh Kẻ thù của Quách Triển Minh, Trương Bội Linh Tử địch của Salvia, bị Salvia nguyền rủa Xem ở phần 2 《Hàng ma đích 2.0》 |
| Trịnh Diệu Hiên (thơ ấu) | Mạc Vĩ Hào      | Nhóc Hào Sinh năm 1981, mất năm 1989 Linh hồn Con trai đã mất của Lương Tinh Tinh Cháu trai nuôi của Mạc Hữu Vi, vì người này ảnh hưởng mà tích cực hăng hái đọc sách Em trai đã mất, không cùng huyết thống kiêm bạn tốt của Mã Quế Lúc nhỏ trầm tính ngoan ngoãn, thành tích học tập tốt Vào năm 8 tuổi, mất vì chết đuối Được Thạch Cảm Đang mượn hình ảnh thành niên Nhiều lần bị Thạch Cảm Đang cùng Mã Quế dùng "Ngôn linh chi thuật" triệu hồi nhưng không thành công Xuất hiện trên xe Taxi của Mã Quế ở tập 21 Xem thêm phần 2 《Hàng ma đích 2.0》 Tà ma oán linh |
| Hồ Hồng Quân             | Mạc Vĩ Hào      | Nhóc Hào Sinh năm 1981, mất năm 1989 Linh hồn Con trai đã mất của Lương Tinh Tinh Cháu trai nuôi của Mạc Hữu Vi, vì người này ảnh hưởng mà tích cực hăng hái đọc sách Em trai đã mất, không cùng huyết thống kiêm bạn tốt của Mã Quế Lúc nhỏ trầm tính ngoan ngoãn, thành tích học tập tốt Vào năm 8 tuổi, mất vì chết đuối Được Thạch Cảm Đang mượn hình ảnh thành niên Nhiều lần bị Thạch Cảm Đang cùng Mã Quế dùng "Ngôn linh chi thuật" triệu hồi nhưng không thành công Xuất hiện trên xe Taxi của Mã Quế ở tập 21 Xem thêm phần 2 《Hàng ma đích 2.0》 Tà ma oán linh |
| Tưởng Chí Quang          | Mạc Hữu Vi      | Hữu Vi Linh hồn/ Cựu tài xế taxi Đức Ký Tri kỷ kiêm em trai không cùng huyết thống của Lương Tinh Tinh Cậu nuôi kiêm bạn quá cố của Mã Quế Cậu nuôi của Mạc Vĩ Hào Đồng nghiệp kiêm bạn tốt của Mã Quế, Lục Gia Nhất, Long Miêu Luôn tin vào khoa học, không tin chuyện ma quỷ nhưng sau khi thấy Thạch Cảm Đang thì thay đổi suy nghĩ Bạn trên mạng của Ngải Thiết Văn, Diệp Học Minh, Kỳ Nhân Bạn của Thạch Cảm Đang và rất hợp ý Bị Salvia giết ở tập 9 Xem thêm phần 2 《Hàng ma đích 2.0》 Linh hồn/ Tinh linh (chính) |